# Julien Maggiotti
Julien Maggiotti, né le 9 septembre 1995 à Bastia, est un footballeur français qui joue comme meneur de jeu au Stade lavallois FC.

## Biographie

### Débuts en Corse

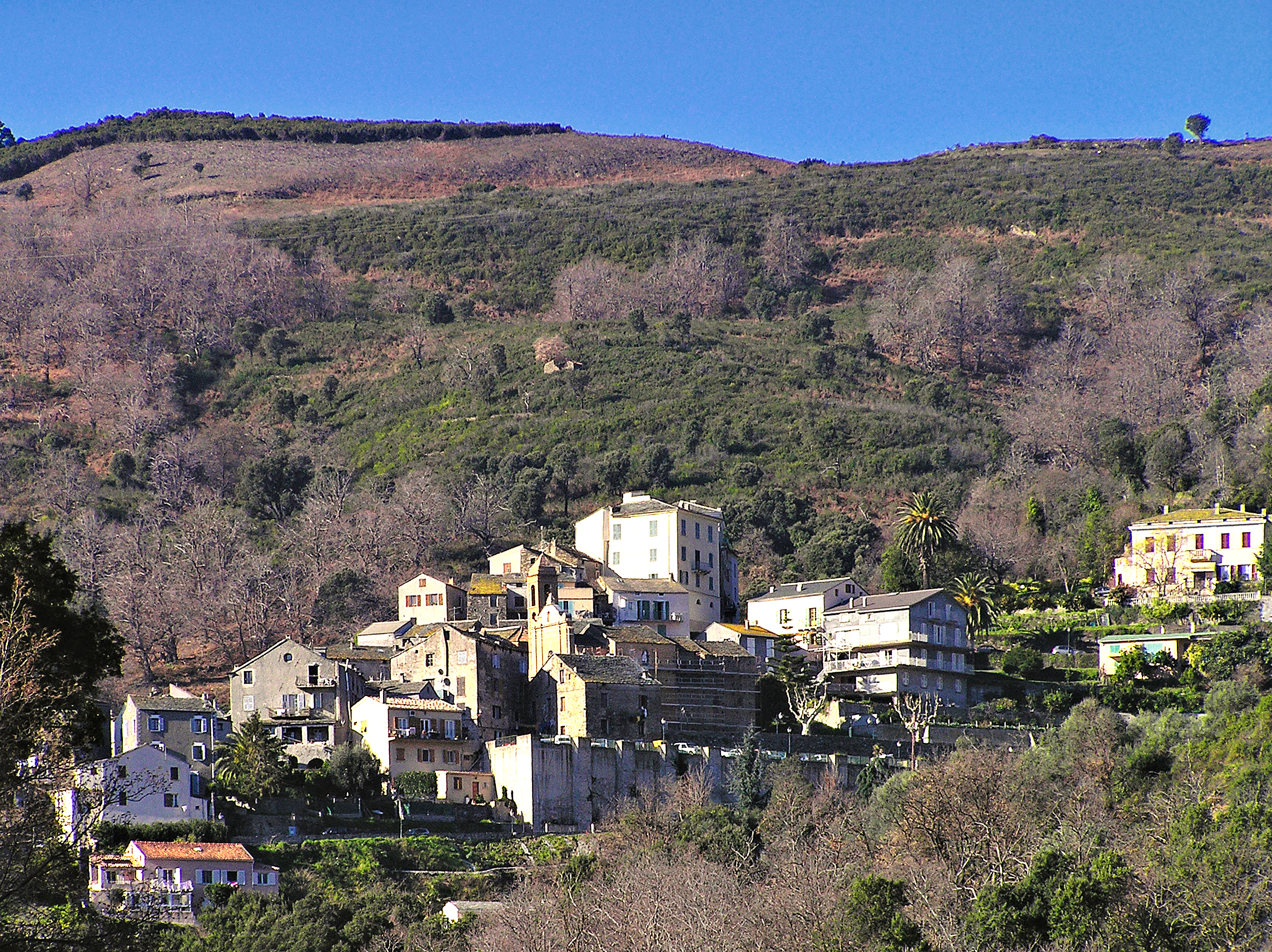
Vue sur le vieux village de Lucciana.

Originaire de Borgo en Corse, Julien Maggiotti commence le football à l'âge de 5 ans au Gallia Club de Lucciana, la commune voisine. En 2008 il intègre le pôle espoirs de Corse à Ajaccio, pour deux ans de préformation,. Initialement attaquant, il est alors repositionné défenseur central, un poste qu'il occupera jusqu'à ses 22 ans.
Il commence sa carrière senior avec son club formateur à 16 ans, en DH, à la fin de la saison 2011-2012. En 2013 il fait partie de l'équipe des U19 du Gallia Lucciana qui accède pour la première fois au championnat national U19. Le 1er septembre 2013, il ouvre la marque lors de la victoire de son club face à l'Olympique lyonnais,.
En 2015 et 2019, il fait partie de la sélection de la Ligue de Corse qui dispute la Coupe UEFA des régions. Maggiotti travaille comme ferronnier à côté du football qu'il pratique au niveau amateur, il pèse 103 kg à cette époque. Une rencontre fortuite avec l'ancien footballeur professionnel Pascal Camadini le convainc de perdre du poids et il attire l'attention comme l'un des joueurs les plus talentueux de son équipe. A l'initiative de Stéphane Rossi, il est transféré au SO Cholet lors de la saison 2020-2021 en National, où il conquiert le public dans un rôle de « joker de luxe ».

### Stade lavallois
Le 17 juin 2021, Julien Maggiotti est transféré au Stade lavallois, club évoluant également dans le championnat National. Avec six buts et onze passes décisives, il contribue grandement au titre de champion de National 2021-2022 et à la promotion du club en Ligue 2. Aux Trophées du National, il est nommé dans la catégorie « Révélation de la saison » et fait partie de l'équipe type établie par ses pairs. Il est par ailleurs élu « Tango de la saison » par les supporters lavallois.
Le 21 juin 2022, il est transféré au club belge de Charleroi avec un contrat de deux ans plus un en option, mais est prêté à sa demande à Laval pour la saison 2022-2023. Auteur de sept buts et trois passes décisives, il réalise un excellent début de saison, et les entraîneurs de Ligue 2 le plébiscitent à huit reprises comme meilleur joueur de son équipe. « Au sommet de son art » selon son entraîneur, il est victime d'une rupture du ligament croisé du genou droit lors d'un match amical en novembre 2022. Opéré début décembre à Marseille, il est indisponible pour six mois et poursuit sa rééducation au Centre médical de Clairefontaine. En janvier 2023, le site MaLigue2 l'élit dans l'équipe type de la première moitié de saison. Il fait son retour à la compétition à trois journées de la fin de la saison.

### Retour en Corse
Le 26 juillet 2023, Julien Maggiotti quitte la Belgique sans jouer le moindre match avec Charleroi et signe dans son club de coeur, pour 3 saisons : le SC Bastia. Malheureusement pour le milieu de terrain corse, l'aventure ne se passe pas comme prévu puisqu'il se rompt à nouveau le ligament croisé, moins d'un an après sa précédente blessure. Il retrouve les terrains la saison suivante, mais peine à retrouver son rendement des saisons précédentes en Mayenne.

## Statistiques
| Saison                | Club                   | Championnat           | Championnat | Championnat | Championnat | Coupe(s) nationale(s) | Coupe(s) nationale(s) | Coupe(s) nationale(s) | Total | Total | Total |
| Saison                | Club                   | Division              | M.          | B.          | P.d.        | M.                    | B.                    | P.d.                  | M.    | B.    | P.d.  |
| 2020-2021             | SO Cholet              | National              | 25          | 4           | 0           | -                     | -                     | -                     | 25    | 4     | 0     |
| Sous-total            | Sous-total             | Sous-total            | 25          | 4           | 0           | 0                     | 0                     | 0                     | 25    | 4     | 0     |
| 2021-2022             | Stade lavallois        | National              | 34          | 6           | 11          | 5                     | 2                     | 0                     | 39    | 8     | 11    |
| 2022-2023             | Stade lavallois (prêt) | Ligue 2               | 18          | 7           | 4           | -                     | -                     | -                     | 18    | 7     | 4     |
| Sous-total            | Sous-total             | Sous-total            | 52          | 13          | 15          | 5                     | 2                     | 0                     | 57    | 15    | 15    |
| 2023-2024             | SC Bastia              | Ligue 2               | 12          | 0           | 1           | 0                     | 0                     | 0                     | 12    | 0     | 1     |
| 2024-2025             | SC Bastia              | Ligue 2               | 18          | 2           | 0           | 4                     | 0                     | 0                     | 22    | 2     | 0     |
| Sous-total            | Sous-total             | Sous-total            | 30          | 2           | 1           | 4                     | 0                     | 0                     | 34    | 2     | 1     |
| Total sur la carrière | Total sur la carrière  | Total sur la carrière | 107         | 19          | 16          | 7                     | 1                     | 0                     | 114   | 20    | 16    |

## Palmarès
- Champion de France de National en 2022 avec le Stade lavallois.